# ترک‌های عثمانی
ترک‌های عثمانی (ترکی استانبولی: Osmanlı Türkleri) یک گروه قومی ترک در آناتولی بودند. خاستگاه آن‌ها در اصل از آسیای میانه بوده که در قرن‌های یازدهم تا سیزدهم میلادی به آناتولی مهاجرت کردند و در اواخر قرن سیزدهم (در سال ۱۲۹۹ میلادی) امپراتوری عثمانی را تأسیس نمودند. آنها به مدت بیش از شش قرن از نظر اجتماعی-سیاسی درون ساختار این امپراتوری مسلط باقی ماندند. نوادگان آنها مردم ترک امروزی هستند که اکثریت جمعیت جمهوری ترکیه را تشکیل می‌دهند، جمهوری‌ای که اندکی پس از پایان جنگ جهانی اول، در سال ۱۹۲۳ میلادی تأسیس شد.
اطلاعات موثق در مورد تاریخ اولیه ترکان عثمانی کمیاب است، اما آنها نام ترکی (Osmanlı) خود را از عثمان اول گرفته‌اند که خاندان عثمان را در کنار امپراتوری عثمانی تأسیس کرد؛ نام «عثمان» با گذشت زمان و ترجمه به برخی از زبان‌های اروپایی به «عثمانی» تغییر یافت. قلمرو عثمانی، که از سوگوت گسترش یافت، به تدریج شروع به ادغام سایر مسلمانان ترک‌زبان و مسیحیان غیرترک در قلمرو خود کرد. تا دهه ۱۳۵۰، آنها شروع به عبور از اروپا کردند و در نهایت بر دریای مدیترانه تسلط یافتند. در سال ۱۴۵۳ میلادی، با فتح قسطنطنیه که قرن‌ها به عنوان پایتخت امپراتوری بیزانس شناخته می‌شد، ترکان عثمانی قدرت بیشتری کسب کردند و قادر شدند تمام مسیرهای اصلی زمینی بین آسیا و اروپا را کنترل کنند. این تحول، اروپاییان غربی را مجبور کرد تا راه‌های دیگری برای تجارت با آسیایی‌ها پیدا کنند. پس از انحلال امپراتوری عثمانی، هویت ترکی عثمانی از بین رفت. زبان ترکی عثمانی که با استفاده از خط عربی (الفبای ترکی عثمانی) نوشته می‌شد، جای خود را به زبان ترکی نوین داد که با خط لاتین (الفبای ترکی استانبولی) نوشته می‌شود که خط لاتین‌شده مدرن است.